# لويس توماس (كاتب)
لويس توماس (بالإنجليزية: Lewis Thomas)‏ هو طبيب وكاتب وشاعر أمريكي، ولد في 25 نوفمبر 1913 في فلاشينغ ‏ في الولايات المتحدة، وتوفي في 3 ديسمبر 1993 في مانهاتن في الولايات المتحدة.

## وصلات خارجية
- لويس توماس على موقع الموسوعة البريطانية (الإنجليزية)
- لويس توماس على موقع إن إن دي بي (الإنجليزية)